# Marc Overmars
Marc Overmars (Emst, 29 de marzo de 1973) es un exfutbolista neerlandés, Actualmente es el director deportivo del Royal Antwerp FC de la liga Belga, fue director deportivo del AFC Ajax de Ámsterdam hasta el 6 de febrero de 2022.
Considerado uno de los mejores extremos del mundo en las décadas de los años 1990 y 2000, destacó por su gran velocidad y su habilidad para la asistencia, el centro, el regate y el disparo a puerta. Durante su carrera conquistó numerosos e importantes títulos a nivel individual y de club, tanto nacionales como internacionales.

## Trayectoria

### Clubes

#### Sus primeros años
Comenzó su formación como futbolista a los 5 años en el club de su localidad natal, el SV Epe, siendo admitido un año antes de tener la edad mínima permitida gracias a su excepcional talento. A los 14 años ficha por el Go Ahead Eagles, donde permaneció hasta 1991. 
Llamó la atención del Willem II, que pagó 700.000 florines neerlandeses por hacerse con sus servicios, una cantidad que entonces fue récord de jugadores juveniles y que lo convirtió en el fichaje más caro de la historia del club de Tilburgo y en la mayor venta jamás hecha por el equipo de Deventer.
Debutó en la máxima categoría neerlandesa el 18 de agosto de 1991 contra el FC Groningen a la edad de 18 años, haciéndolo además como titular. Lograría anotar su primer gol como profesional el 21 de diciembre del mismo año en la victoria de su equipo ante el De Graafschap. Solo pasaría allí una temporada, pues Louis van Gaal reclutó al joven jugador para su nuevo proyecto con el AFC Ajax.

#### AFC Ajax
Titular y pieza clave a lo largo las cinco temporadas (1992-97) que estuvo en la capital neerlandesa, Marc Overmars consiguió todos los títulos por los que luchó la entidad en aquella época: Liga (1994, 1995 y 1996), Copa (1993), Supercopa (1993, 1994 y 1995), Liga de Campeones (1995), Supercopa de Europa (1995) y Copa Intercontinental (1995), equivalente en la actualidad a la Copa Mundial de Clubes.
Durante su primera temporada en Ámsterdam (1992/93) jugó todos los minutos de Liga, Copa y competición europea que disputó su equipo, sumando un total de 47 partidos y realizando 8 goles. Asimismo, logró la Copa de los Países Bajos y destacó en la final de este torneo al marcar un «doblete» ante el SC Heerenveen.
En su segundo año (1993/94) alcanzó los 13 goles en 44 partidos y se adjudicó la Eredivisie (Liga neerlandesa) y la Supercopa neerlandesa (hoy denominada Johan Cruijff Shield) en cuya final derrotaron al Feyenoord (4-0) y en la que Overmars anotó el tercer gol. También conseguiría estrenar su cuenta goleadora a nivel continental, concretamente en un partido de UEFA Cup (ahora Liga Europea) que lo enfrentaba al RB Salzburgo austríaco.
Su tercera temporada a las órdenes de Van Gaal (1994/95) fue una de las más importantes de toda su carrera. Además de revalidar el título de Liga y el de Supercopa nacional, consiguió hacerse con la Liga de Campeones superando en la fase de grupos y en la final al AC Milan de Fabio Capello en el que destacaban figuras como Paolo Maldini, Zvonimir Boban, Marcel Desailly, Franco Baresi o Dejan Savićević.  En aquel curso, Overmars intervino en 43 ocasiones y marcó un total de 9 goles, uno de los cuales fue en el partido de vuelta de semifinales ante el Bayern de Múnich que sirvió para alcanzar la final de la «Champions» y que significó su primera diana en esta competición.
Inició su cuarto año (1995/96) en el club ganando tres títulos más: Supercopa neerlandesa, Supercopa de Europa y Copa Intercontinental. A finales de 1995 su nivel de juego continuaba creciendo al mejorar notablemente sus registros goleadores. Después de los 15 primeros partidos de Liga había materializado 11 tantos, mientras que en los 6 partidos de la fase de grupos de la Liga de Campeones hizo otros 2; siendo uno de ellos —en el Olímpico de Ámsterdam ante el Real Madrid (1-0)— de gran importancia, ya que sirvió para que los neerlandeses quedaran primeros de grupo seguidos por el conjunto madrileño. Esta faceta goleadora también se vio reflejada en su selección, apuntándose en el mes de octubre el primer hat-trick de su carrera.
Era el mejor momento en su carrera y el mítico exjugador neerlandés Johan Cruijff —que entrenaba entonces al F. C. Barcelona— intentó el fichaje de Overmars por club catalán; sin embargo, una grave lesión de rodilla en diciembre de 1995 frenó aquel traspaso y la trayectoria del jugador durante más de 6 meses, impidiendo que participara tanto en la segunda final consecutiva del Ajax en la Liga de Campeones (que acabó perdiendo su equipo en la tanda de penalties ante la Juventus de Turín) como en la Eurocopa de fútbol de 1996 celebrada en Inglaterra.
Al comienzo de la que sería su última temporada en el club (1996/97), Overmars estaba aún recuperándose de su lesión y aunque disputó los 10 partidos de su equipo en Liga de Campeones donde fueron eliminados en su tercera semifinal consecutiva, era habitual que descansara en algunos encuentros ligueros. Acabó su etapa «ajacied» habiendo participado en 192 encuentros en los que convirtió 45 goles.
Además de los títulos colectivos, en aquellos años también se hizo con diversas distinciones individuales, tales como: Talento del año en los Países Bajos (1992), Jugador neerlandés del año (1993), Mejor jugador joven de la Copa Mundial de fútbol de EE. UU. (1994) y nominado a Balón de Oro (1995).

#### Arsenal FC
En junio de 1997 y tras frustrarse su pase al F. C. Barcelona (ya con Van Gaal como entrenador) por segunda vez, el extremo de 24 años es convencido por Arsène Wenger y Dennis Bergkamp —con quien ya coincidiera tanto en el Ajax como en la selección neerlandesa— para fichar por el Arsenal F.C. El traspaso se dio cambio de 7 millones de libras esterlinas, segundo más caro de la historia del club londinense en aquel momento, precisamente solo por detrás de su compatriota Dennis Bergkamp, por el que el Arsenal abonó 7'5 millones de libras dos años antes.
Overmars —al igual que en el Ajax—  volvió a ser decisivo en su nuevo equipo. Además de ser un fijo en el once titular, fue uno de los tres máximos goleadores y asistentes durante cada una las tres temporadas que permaneció en el norte de Londres. A pesar de la breve estancia en la capital inglesa en comparación con otros jugadores históricos del club, está considerado en el duodécimo puesto de los 50 mejores jugadores de la Historia del Arsenal.

#### F. C. Barcelona
En el verano del año 2000 fichó por el F. C. Barcelona, club en el que permaneció cuatro temporadas. Llegó con una triple papeleta muy complicada: primero, demostrar en la Liga española la fama de crack que se había labrado en años anteriores. Segundo, justificar el gran desembolso que realizó el Barcelona, y que lo convirtió en el fichaje más caro de la historia del club catalán, que pagó por él 6500 millones de pesetas. Y tercero, hacer olvidar a la afición azulgrana al portugués Luís Figo, cuya posición venía a ocupar, y que se acababa de marchar al gran rival del conjunto catalán, el Real Madrid.
La trayectoria de Overmars en el Barcelona fue irregular, combinó grandes actuaciones con largas ausencias provocadas por las constantes lesiones que marcaron su etapa azulgrana. Además, su período barcelonista coincidió con los peores años de la entidad, que no ganó ningún título esos años, vivió una gran crisis tanto deportiva como institucional, con constantes cambios de entrenador, e incluso de presidente.
En verano de 2004, y pese a que todavía le restaba un año de contrato, Overmars decidió abandonar la entidad barcelonista y retirarse del fútbol. La causa fueron sus lesiones de rodilla. El propio Overmars reconoció en rueda de prensa que las lesiones ya no le permitían rendir al nivel que se requería en un club como el F. C. Barcelona. Además, en un gesto poco habitual que fue muy reconocido por los aficionados, Overmars renunció voluntariamente a cobrar la totalidad de la ficha que le correspondía por la última temporada que le quedaba.

#### Go Ahead Eagles
En 2008 fichó por el Go Ahead Eagles, alternando su puesto de director deportivo con el de jugador, para regresar al fútbol en la segunda división neerlandesa e intentar lograr el ascenso del equipo. En mayo de 2009 Marc Overmars puso fin a su carrera definitivamente.

### Selección nacional
Fue titular habitual de la selección absoluta de los Países Bajos desde su debut en 1993 frente a Turquía a los 19 años de edad (logrando además marcar un gol) hasta 2004 cuando decidió retirarse de la selección y posteriormente del fútbol. Para cuando llegara el Mundial de EE. UU. en 1994 ya era indiscutible en el combinado «orange». Jugó un total de 87 partidos en los que marcó 17 goles y dio una gran cantidad de asistencias a compañeros como Patrick Kluivert o Dennis Bergkamp. Además, consiguió ser el jugador más joven en llegar a 50 partidos con la selección neerlandesa.

#### Participaciones en Copas del Mundo
| Mundial                        | Sede           | Resultado        |
| ------------------------------ | -------------- | ---------------- |
| Copa Mundial de Fútbol de 1994 | Estados Unidos | Cuartos de final |
| Copa Mundial de Fútbol de 1998 | Francia        | Cuarto lugar     |

#### Participaciones en Eurocopas
| Eurocopa      | Sede                   | Resultado    |
| ------------- | ---------------------- | ------------ |
| Eurocopa 2000 | Países Bajos y Bélgica | Tercer lugar |
| Eurocopa 2004 | Portugal               | Cuarto lugar |

### Estadísticas como futbolista profesional*
| Temporada     | Club                     | Competición      | Liga     | Liga  | Copa     | Copa  | Europa   | Europa | Supercopas | Supercopas | Total    | Total |
| Temporada     | Club                     | Competición      | Partidos | Goles | Partidos | Goles | Partidos | Goles  | Partidos   | Goles      | Partidos | Goles |
| ------------- | ------------------------ | ---------------- | -------- | ----- | -------- | ----- | -------- | ------ | ---------- | ---------- | -------- | ----- |
| 1991/92       | Willem II · Países Bajos | Eredivisie       | 31       | 1     | —        | —     | —        | —      | —          | —          | 31       | 1     |
|               |                          |                  |          |       |          |       |          |        |            |            |          |       |
| Club total    | Club total               | Club total       | 31       | 1     | —        | —     | —        | —      | —          | —          | 31       | 1     |
| 1992/93       | AFC Ajax · Países Bajos  | Eredivisie       | 34       | 3     | 5        | 4     | 8        | 1      | —          | —          | 47       | 8     |
| 1993/94       | AFC Ajax · Países Bajos  | Eredivisie       | 34       | 12    | 4        | 0     | 5        | 0      | 1          | 1          | 44       | 13    |
| 1994/95       | AFC Ajax · Países Bajos  | Eredivisie       | 28       | 8     | 3        | 0     | 11       | 1      | 1          | 0          | 43       | 9     |
| 1995/96       | AFC Ajax · Países Bajos  | Eredivisie       | 15       | 11    | —        | —     | 7        | 2      | 1          | 0          | 23       | 13    |
| 1996/97       | AFC Ajax · Países Bajos  | Eredivisie       | 25       | 2     | 1        | 0     | 9        | 0      | —          | —          | 35       | 2     |
|               |                          |                  |          |       |          |       |          |        |            |            |          |       |
| Club total    | Club total               | Club total       | 136      | 36    | 13       | 4     | 40       | 4      | 3          | 1          | 192      | 45    |
| 1997/98       | Arsenal FC Inglaterra    | Premier League   | 32       | 12    | 12       | 4     | 2        | 0      | —          | —          | 46       | 16    |
| 1998/99       | Arsenal FC Inglaterra    | Premier League   | 37       | 6     | 7        | 4     | 4        | 1      | 1          | 1          | 49       | 12    |
| 1999/00       | Arsenal FC Inglaterra    | Premier League   | 31       | 7     | 2        | 1     | 14       | 5      | —          | —          | 47       | 13    |
|               |                          |                  |          |       |          |       |          |        |            |            |          |       |
| Club total    | Club total               | Club total       | 100      | 25    | 21       | 9     | 20       | 6      | 1          | 1          | 142      | 41    |
| 2000/01       | F. C. Barcelona · España | Primera División | 31       | 8     | 5        | 0     | 10       | 0      | —          | —          | 46       | 8     |
| 2001/02       | F. C. Barcelona · España | Primera División | 20       | 0     | 1        | 0     | 11       | 1      | —          | —          | 32       | 1     |
| 2002/03       | F. C. Barcelona · España | Primera División | 26       | 6     | 0        | 0     | 6        | 1      | —          | —          | 32       | 7     |
| 2003/04       | F. C. Barcelona · España | Primera División | 20       | 1     | 3        | 2     | 7        | 0      | —          | —          | 30       | 3     |
| Club total    | Club total               | Club total       | 97       | 15    | 9        | 2     | 34       | 2      | 0          | 0          | 140      | 19    |
|               |                          |                  |          |       |          |       |          |        |            |            |          |       |
| Carrera total | Carrera total            | Carrera total    | 364      | 76    | 43       | 15    | 94       | 12     | 4          | 2          | 505      | 106   |

* No incluye sus inicios como juvenil en el club Go Ahead Eagles ni su etapa semiprofesional en el mismo club tras su retirada oficial en 2004 .

## Palmarés

### Títulos nacionales
| Título                        | Club       | País         | Año  |
| ----------------------------- | ---------- | ------------ | ---- |
| Copa de los Países Bajos      | AFC Ajax   | Países Bajos | 1993 |
| Supercopa de los Países Bajos | AFC Ajax   | Países Bajos | 1993 |
| Eredivisie                    | AFC Ajax   | Países Bajos | 1994 |
| Supercopa de los Países Bajos | AFC Ajax   | Países Bajos | 1994 |
| Eredivisie                    | AFC Ajax   | Países Bajos | 1995 |
| Supercopa de los Países Bajos | AFC Ajax   | Países Bajos | 1995 |
| Eredivisie                    | AFC Ajax   | Países Bajos | 1996 |
| Premier League                | Arsenal FC | Inglaterra   | 1998 |
| FA Cup                        | Arsenal FC | Inglaterra   | 1998 |
| Charity Shield                | Arsenal FC | Inglaterra   | 1998 |
| Charity Shield                | Arsenal FC | Inglaterra   | 1999 |

### Títulos internacionales
| Título                | Club     | País         | Año     |
| --------------------- | -------- | ------------ | ------- |
| UEFA Champions League | AFC Ajax | Austria      | 1994-95 |
| Copa Intercontinental | AFC Ajax | Japón        | 1995    |
| Supercopa de la UEFA  | AFC Ajax | Países Bajos | 1995    |

### Distinciones individuales
| Distinción                                  | Año  |
| ------------------------------------------- | ---- |
| Talento neerlandés del año                  | 1992 |
| Jugador neerlandés del año                  | 1993 |
| Mejor jugador joven Copa Mundial de la FIFA | 1994 |
| Nominado a Balón de Oro                     | 1995 |
| Nominado a Balón de Oro                     | 1998 |

| Predecesor: Robert Prosinečki | Premio al mejor jugador joven de la Copa Mundial de la FIFA 1994 | Sucesor: Michael Owen |